# Municipio de Blaine (Dakota del Norte)
El municipio de Blaine (en inglés: Blaine Township) es un municipio ubicado en el condado de Bottineau en el estado estadounidense de Dakota del Norte. En el año 2010 tenía una población de 26 habitantes y una densidad poblacional de 0,28 personas por km².

## Geografía
El municipio de Blaine se encuentra ubicado en las coordenadas 48°41′0″N 101°22′31″O / 48.68333, -101.37528. Según la Oficina del Censo de los Estados Unidos, el municipio tiene una superficie total de 93.01 km², de la cual 92,95 km² corresponden a tierra firme y (0,06 %) 0,06 km² es agua.

## Demografía
Según el censo de 2010, había 26 personas residiendo en el municipio de Blaine. La densidad de población era de 0,28 hab./km². De los 26 habitantes, el municipio de Blaine estaba compuesto por el 100 % blancos. Del total de la población el 0 % eran hispanos o latinos de cualquier raza.